# Edificio MAGAP
El Edificio MAGAP, conocido también como La Licuadora, estaba ubicado en el centro de Guayaquil. Fue construido en 1974, con una altura de 89 metros, constaba de 24 pisos y era el séptimo edificio más alto de Ecuador. Se encontraba entre las avenidas Quito y Machala, y las calles Alejo Lascano y Padre Solano. En el edificio funcionaba el Ministerio de Agricultura, y fue desalojado en 2010, luego de que el presidente Rafael Correa, por medio de un estudio determinara que la estructura tenía corrosión y fisuras en el hormigón de las columnas, decidiendo demolerlo. Su costo de demolición bordeó los $ 3,4 millones. Ahora es un parque.